# Babel (transpilator)
Babel – darmowy i otwarty transpilator JavaScript, którego głównym celem jest konwersja ECMAScript 2015+ (ES6+) na kod zgodny z ES5, czyli ze starszymi przeglądarkami internetowymi. Tym samym Babel jest narzędziem umożliwiającym korzystanie z najnowszych funkcji języka JavaScript, zanim zostaną one wszędzie zaimplementowane). 
Wtyczki do Babel służą do przekształcania składni, która nie jest powszechnie obsługiwana, w wersje kompatybilne wstecz. Na przykład arrow functions wyspecyfikowane w ES6 są konwertowane na zwykłe deklaracje funkcji. Można także przekształcić zupełnie niestandardową składnię taką jak JSX na JavaScript. 
Babel udostępnia również polyfille, aby zapewnić obsługę funkcji, których całkowicie brakuje w danym środowisku JavaScript. Na przykład metody statyczne, takie jak Array.from, czy całe klasy, takie jak Promise, są dostępne tylko w ES6+. Ale dzięki Babel można ich używać i nadal wspierać stare przeglądarki.